# Rezerwat przyrody Stawy Przemkowskie
Rezerwat przyrody „Stawy Przemkowskie” – rezerwat faunistyczny i wodny, będący częścią Przemkowskiego Parku Krajobrazowego, w południowo-zachodniej Polsce, w województwie dolnośląskim. Na rezerwat składa się 30 stawów (w dwóch kompleksach) wraz z otaczającymi jesionowo-olszowymi łęgami oraz łąkami z kępami wierzbowych zarośli.

## Położenie
Rezerwat położony jest w północnej części województwa dolnośląskiego, w powiecie polkowickim, w granicach administracyjnych miasta i gminy Przemków. Obszar ten należy do mezoregionu Równiny Szprotawskiej, przez środek rezerwatu przepływa rzeka Szprotawa. Od północny i północnego zachodu wzdłuż stawów przebiega granica województwa granicząc z województwem lubuskim. Od północnego wschodu i wschodu obszar graniczy z użytkiem ekologicznym „Przemkowskie Bagno”. Od południa otoczony jest przez miejscowości Ostaszów, Łężce i Przemków.

## Charakterystyka
Rezerwat został utworzony zarządzeniem Ministra Leśnictwa i Przemysłu Drzewnego z 18 maja 1984 r. Celem ochrony jest zachowanie stawów i bagien oraz otaczających je lasów w dolinie rzeki Szprotawy, będących ostają licznych gatunków ptaków. Powierzchnia rezerwatu wynosiła początkowo 1046,25 ha, z czego 13,1% (137,57 ha) zajmowały lasy, a pozostałe 86,9% (908,68 ha) – stawy i łęgi. Zarządzenie Regionalnego Dyrektora Ochrony Środowiska we Wrocławiu z 17 kwietnia 2014 r. zwiększyło powierzchnię rezerwatu do 1071,5648 ha.
Najstarsze stawy zostały założone około 1860 r. za czasów panowania księcia Christiana Augusta von Schleswig-Holstein (początkowo na obszarze 250 ha). W latach 70 XX w. zostały rozbudowane do obecnej powierzchni. Stawy Przemkowskie są drugim co do wielkości kompleksem stawów rybnych na Dolnym Śląsku (po Stawach Milickich), w których głównie hoduje się karpia.

## Fauna i flora
Na terenie rezerwatu stwierdzono występowanie blisko 250 gatunków ptaków, w tym około 150 lęgowych. Występuje tu przynajmniej 18 gatunków ptaków z Załącznika I Dyrektywy Ptasiej i 9 gatunków z Polskiej czerwonej księgi zwierząt. Charakterystyczne gatunki występujące w rezerwacie to:
- bąk (PCK)
- podgorzałka (PCK)
- bielik (PCK)
- wąsatka (PCK)
- podróżniczek (PCK)
- mewa śmieszka
- łabędź krzykliwy
- łabędź niemy
- płaskonos
- cyranka
- krakwa
- perkoz rdzawoszyi
- gęgawa
- czapla siwa (tworząca nietypowe kolonie w trzcinowiskach, a nie jak zwykle na drzewach)
- czapla biała
- bocian czarny
- dziwonia

Ostoja stanowi jedno z ważniejszych w tej części Europy miejsc odpoczynku i żerowania ptaków w czasie migracji (szczególnie gęsi zbożowej). Podczas jesiennych przelotów najliczniejsze są łyski (do 11 600 osobników), krzyżówki (do 10 600) i głowienki (9000).
Najważniejszym środowiskiem dla awifauny lęgowej są szuwary trzcinowe (trzcina pospolita) i pałkowe (pałka szeroko- i wąskolistna), przylegające pasem o zmiennej szerokości (1-50 m, najczęściej 2-5 m) do brzegów grobli stawowych. Na tafli wody oprócz masowo występujących włosienniczników i rdestnic, spotykane są rzadkie grzybienie północne.

## Turystyka
Wstęp na teren rezerwatu możliwy jest tylko po uzyskaniu zgody Regionalnego Dyrektora Ochrony Środowiska we Wrocławiu.

## Ochrona na podstawie prawa międzynarodowego
Od 10 stycznia 2018 rezerwat znajduje się na liście konwencji ramsarskiej pod numerem 2320.
Obszar rezerwatu jest częścią obszaru Natura 2000 „Stawy Przemkowskie” i figuruje na liście OSO (Obszar Specjalnej Ochrony Ptaków) pod numerem PLB020003, jako ostoja o powierzchni 4605,4 ha.